# آلانا دیلت
آلانا دیلت (به انگلیسی: Alana Dillette) (زادهٔ ۲ دسامبر ۱۹۸۷) شناگر اهل بوسنی و هرزگوین است.